# Adalský sultanát
Adalský sultanát (arabsky سلطنة العدلية‎, somálsky Saldanadda Cadal), zkráceně Adal (arabsky عدل‎, ʾAdāl, somálsky Adaal), byl nejprve provincií a později sultanátem nacházejícím se na severozápadě dnešního Somálska, jihu Džibutska, a oblastech Afar, Oromie a Somale v Etiopii. V době svého vrcholu kontroloval rozsáhlá území Etiopie a Somálska. Existoval zhruba v letech 1415 až 1555.

## Historie

### Etiopská provincie

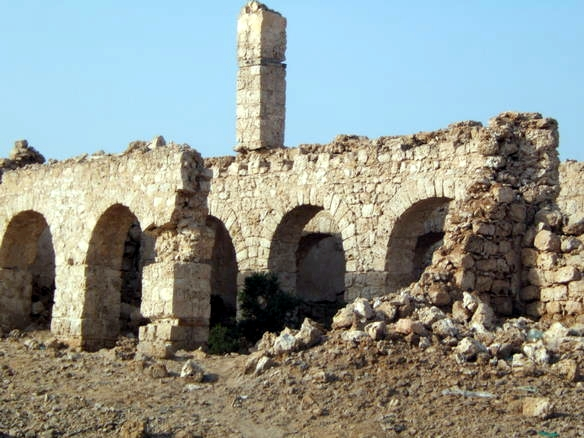
Ruiny města Zeila

V době před rokem 1288 byl Adal muslimskou provincií Šalomounské křesťanské Etiopie. V jistém bodě poté se provincie vzbouřila a musela být znovu dobyta etiopským císařem Amda Seyonem za jeho tažení roku 1332. Během této kampaně sultanát Shewa a menší sultanát Ifat ovládali několik málo obchodních přístavů na pobřeží včetně Zeily. Adal byl později kontrolován Ifatským sultanátem, avšak po čase se osamostatnil a vzbouřil proti Amda Seyonovi, ale po smrti svého krále a dobytí hlavního města Talagu kapituloval. V roce 1403 (případně 1415) dobyli Etiopané znovu Ifat, který se před tím vzbouřil proti císaři, a porazili armádu ifatského sultána Sa'ada ad-Dina II. Sa'ad ad-Din byl pronásledován po celém království do momentu, kdy etiopský císař (buď Dawit I. vládnoucí v roce 1403 nebo Yeshaq I. v roce 1415) obsadil přístav Zeila a sultána zabil. To mělo za následek útěk členů ifatské královské dynastie Walashma do Jemenu, kteří se tak vyhnuli chycení a zavraždění. Avšak když se později vrátili, užívali spíše titulu „Sultán Adalu“ než „Sultán Ifatu“, což naznačuje, že byl Ifat součástí Adalu a ne naopak.

### Invaze do Etiopie

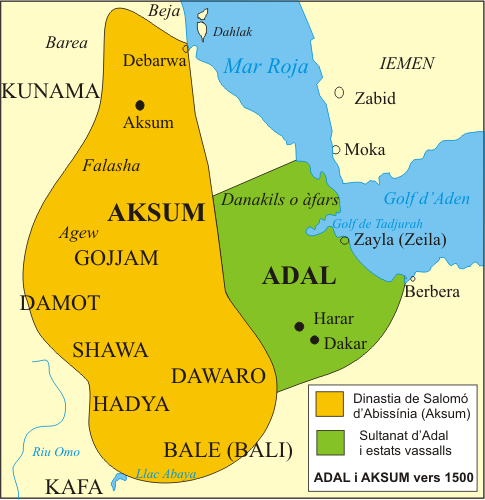
Adalský sultanát sousedící s Aksumskou říší

V polovině roku 1520 začal adalský imám a generál Ahmad ibn Ibráhím al-Gází svatou válku proti křesťanské Habeši (Etiopii), které vládl císař Dawit II. (Lebna Dengel). Vyzbrojen střelnými zbraněmi od Osmanů, porazil imám al-Gází roku 1529 Habešany v bitvě u Shimbry Kure a získal tak kontrolu nad bohatou etiopskou vysočinou, ačkoli Habešané dále kladli odpor. V roce 1541 poslalo Portugalsko, jež mělo své zájmy v Indickém oceánu, do Habeše pomoc ve formě expedičního sboru čítajícího 400 mušketýrů, jimž velel druhý syn mořeplavce Vaska da Gamy Cristóvão da Gama. Reakcí na tento tah bylo zaslání 900 vojáků Adalskému sultanátu od Osmanů.
Imám al-Gází byl zpočátku úspěšnější, během podzimní kampaně v roce 1542 se mu podařilo zabít portugalského velitele Cristóvãa da Gamu. Avšak portugalští mušketýři dokázali učinit rozhodující krok v porážce Adalu v bitvě u Wayna Daga, poblíž jezera Tana, v únoru roku 1543, kde rovněž padl imám al-Gází. Následně Etiopané opětovně získali plošinu Amhara a vykompenzovali své ztráty. Osmani, kteří měli sami potíže ve Středomoří, nebyli schopni al-Gázího následovníkům pomoci. V roce 1577 bylo hlavní město Adalu přesunuto z města Zeila do Hararu a následoval prudký úpadek adalské moci.